# Agenzia italiana per la cooperazione allo sviluppo
L'Agenzia Italiana per la Cooperazione allo Sviluppo (in acronimo AICS) è l'agenzia pubblica che si occupa di promozione dello sviluppo internazionale, aiuto pubblico ed emergenze umanitarie.

## Storia
L'istituzione dell'Agenzia italiana per la cooperazione allo sviluppo  è tra le principali novità della legge (l. 125/2014) che riforma la precedente normativa della Cooperazione (l.49/87), rimasta in vigore per quasi trent'anni.
L'AICS è un ente pubblico dotato di personalità giuridica ed autonomia regolamentare, amministrativa, patrimoniale, organizzativa, contabile e finanziaria.
Come tutte le agenzie pubbliche è vigilata da un ministero che, nel caso dell'AICS, è il Ministero degli affari esteri e della cooperazione internazionale (MAECI), tramite la Direzione generale per la cooperazione allo sviluppo, di cui deve rispettare direttive, obiettivi ed indirizzi.
La sua sede principale è a Roma in via Cantalupo in Sabina, 29, in Italia ha una sede tecnica a Firenze e all'estero ha 20 uffici locali: San Salvador, Bogotà, L'Avana, Tunisi, Niamey, Dakar, Maputo, Nairobi, Il Cairo, Addis Abeba, Ouagadougou, Kampala, Abidjan, Amman, Beirut, Gerusalemme, Hanoi, Islamabad, Tirana, Kiev.

## Caratteristiche ed obiettivi
Nella nuova Legge 125/2014 sono indicate le finalità dell'Agenzia italiana per la cooperazione allo sviluppo:
- sradicamento della povertà;
- riduzione delle disuguaglianze;
- affermazione dei diritti umani;
- affermazione della dignità degli individui compresa l’uguaglianza di genere e le pari opportunità;
- prevenire i conflitti a sostegno ai processi di pacificazione;
- delineare le politiche migratorie condivise;
- armonizzare le politiche nazionali di cooperazione con quelle dell’Unione europea;
- riconoscere alle Regioni ed agli altri Enti territoriali, la possibilità di attuare iniziative di cooperazione allo sviluppo con organismi di analoga rappresentatività territoriale;
- interventi di emergenza umanitaria.[3]

In generale riguardano gli obiettivi di sviluppo sostenibile.

## Settori di intervento

### Soggetti di Cooperazione e Partnership
La legge 125 sulla cooperazione allo sviluppo promuove partenariati con soggetti della società civile, con le università, gli enti pubblici, sostiene la cooperazione territoriale attraverso regioni e Comuni e infine coinvolge il settore privato profit nel perseguimento degli obiettivi di sviluppo. Dalla gestione dell’elenco delle Organizzazione della società civile, accreditate per gestire progetti finanziati dall’Agenzia, alla promozione del ruolo dei soggetti profit nell’ambito della cooperazione allo sviluppo, dalla ideazione e gestione dei Bandi per le iniziative promosse dai vari soggetti di cooperazione a quelle di Educazione alla cittadinanza Globale, l’attività dell’Ufficio rappresenta il cuore di quel sistema multistakeholder che costituisce la cifra della cooperazione italiana.

### Sviluppo economico
In generale può riguardare, la tutela del patrimonio culturale, gli impatti delle migrazioni sulle comunità di appartenenza e lo sviluppo del settore privato per la tutela del lavoratore salvaguardando l'ambiente e supportando l'iniziativa privata, inoltre a marzo 2016 è stata siglata una convenzione con ENEA (Agenzia nazionale per le nuove tecnologie, l'energia e lo sviluppo economico sostenibile).

### Sviluppo umano
Salvaguardia dei diritti umani, diritto alla salute, diritto all'educazione e all'uguaglianza di genere, con la tutela della disabilità.

### Ambiente e territorio
Promuove e sostiene progetti per migliorare gli impatti ambientali e mitigare gli effetti dei cambiamenti climatici, ha siglato a tal proposito un protocollo d'intesa con il Ministero dell'ambiente e della tutela del territorio e del mare.

### Sviluppo rurale e sicurezza alimentare
Attua delle iniziative di sviluppo agricolo e del territorio rurale, con il sostegno alle istituzioni e alle comunità interessate nella gestione e valorizzazione delle risorse naturali (acqua, suolo, clima, biodiversità) inoltre si propone di migliorare le produzioni alimentari per una corretta e sana nutrizione della popolazione anche con lo sviluppo di nuove conoscenze e tecnologie.

### Emergenza e Stati fragili
La Cooperazione fornisce interventi tempestivi per la prima emergenza (Relief), per emergenza (Recovery and Rehabilitation) e post-emergenza (LLRD – Linking Relief and Rehabilitation to Development) offrendo assistenza alle popolazioni vittime di crisi umanitarie e tutela gli stati fragili dove ci possono essere situazioni di conflitto, questioni climatiche preoccupanti, problemi  di governance, povertà assoluta o un alto tasso di violenza.